# Lewy Mamont
Der Lewy Mamont (russisch Левый Мамонт, deutsch „Linker Mammut-(Fluss)“) ist ein 39 km langer linker Nebenfluss des Mamont im Taimyrski Dolgano-Nenezki rajon in der Region Krasnojarsk.
Der Lewy Mamont entspringt im Byrrangagebirge und fließt nach Osten. 19 Kilometer von der Quelle entfernt mündet der linke Nebenfluss, der Bach Schumjaschtschi. Daneben gibt es auch zwei unbenannte Zuflüsse: am 16. und 10. Kilometer von der Mündung. Flussabwärts münden die Bäche Trjochosjorny und dann der Bach Osjorny. Er mündet schließlich links in den Mamont, 112 Kilometer von dessen Mündung entfernt.